# Tramstation Hoorn

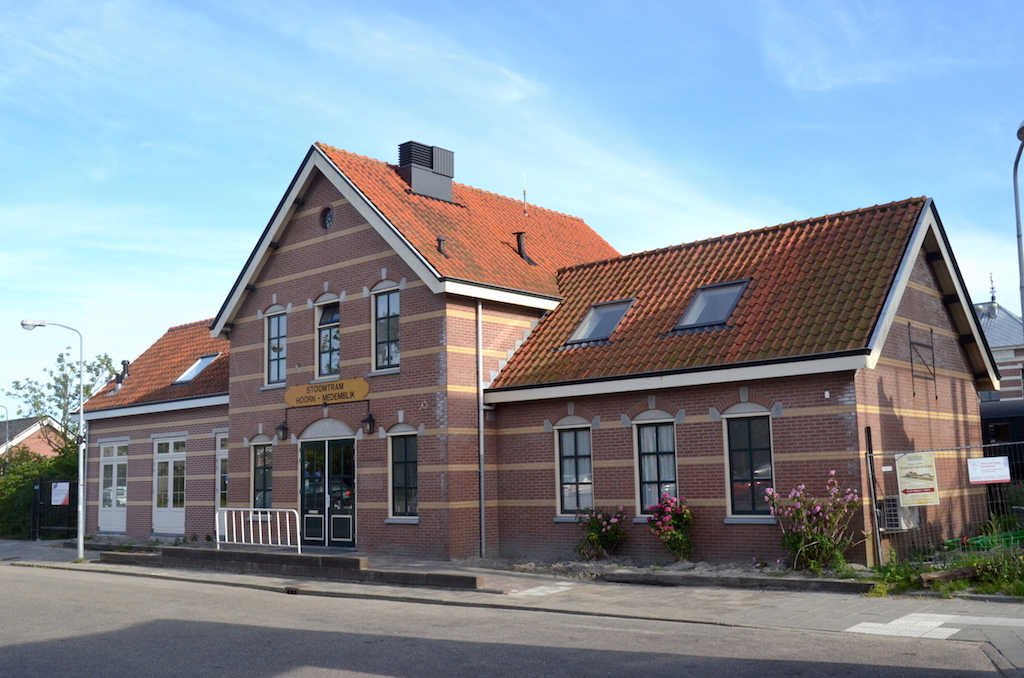
Tramstation Hoorn; juli 2015.

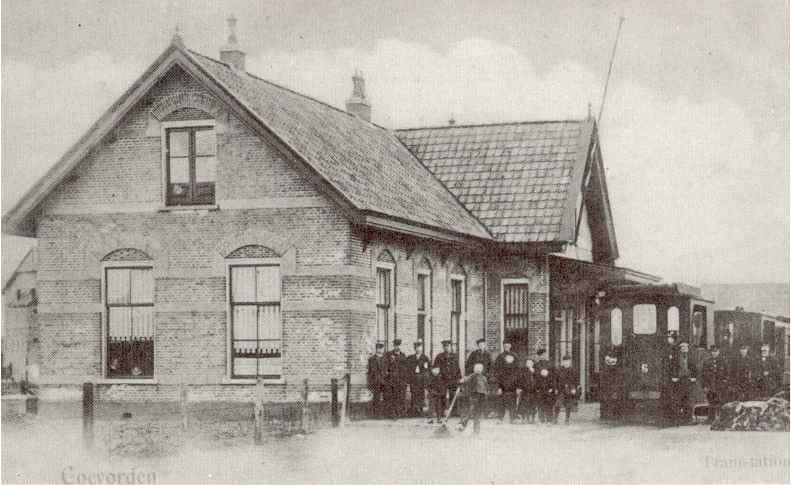
Tramstation Coevorden in 1906. Dit diende als voorbeeld voor het Tramstation Hoorn.

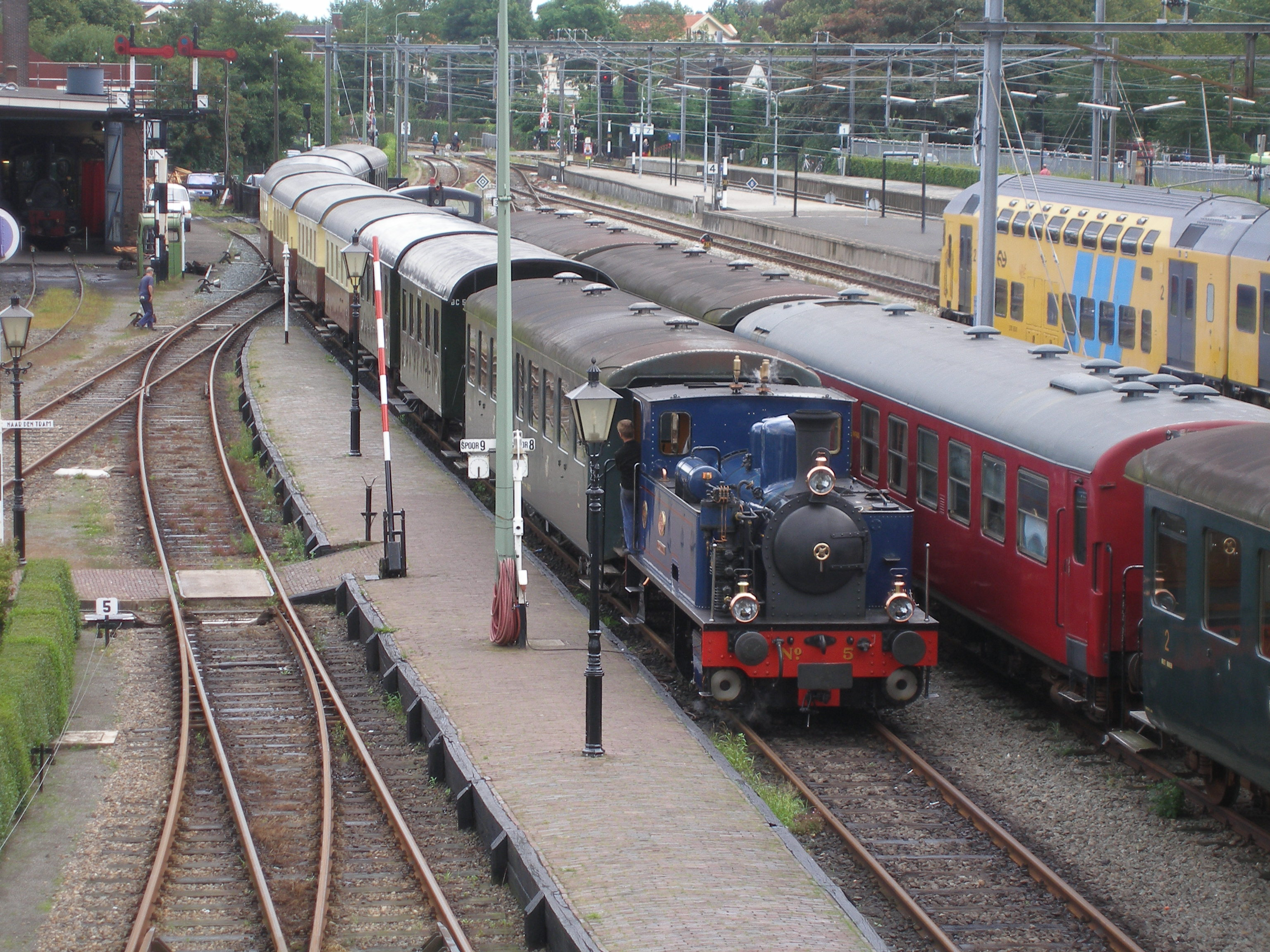
SHM loc 5 "Enkhuizen" rangeert met trein te Hoorn; augustus 2008.

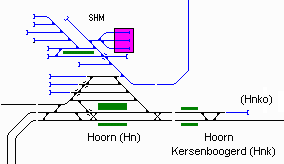
Sporenplan Emplacement Station Hoorn (SHM in blauw, NS in zwart).

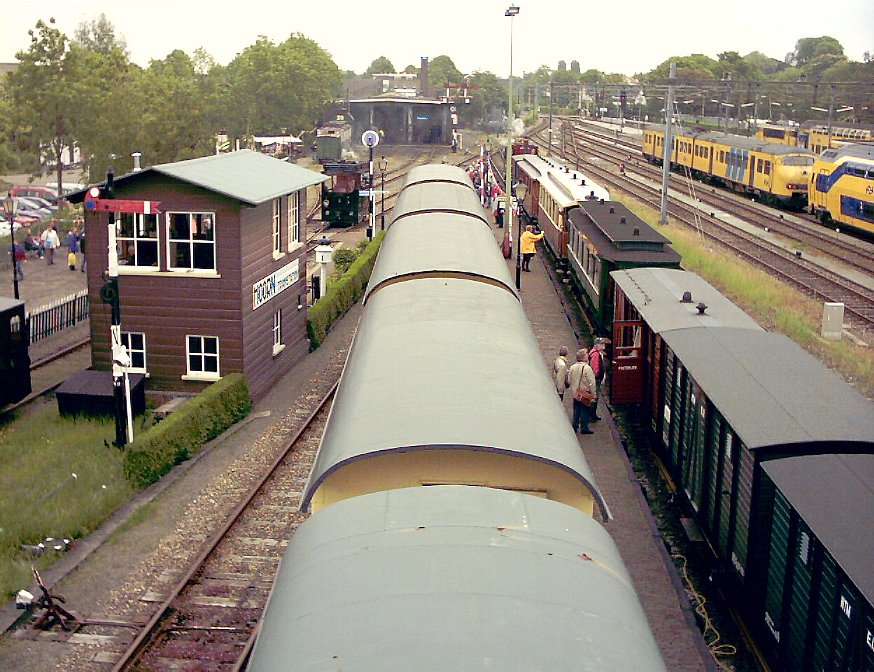
Links het oude seinhuis van Station Kesteren; mei 2006.

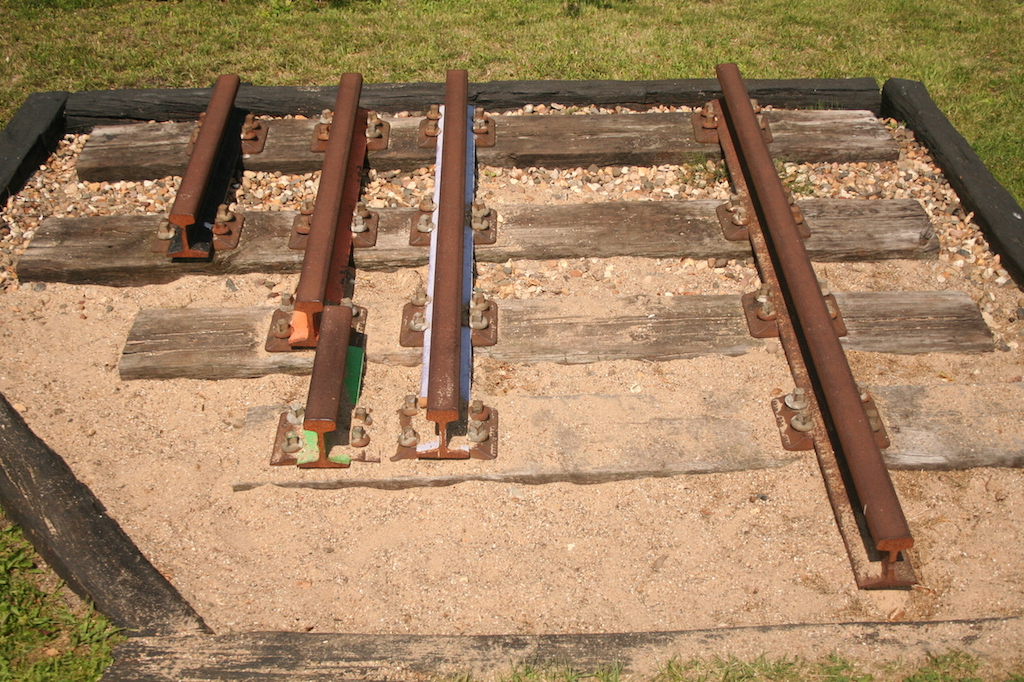
Vier spoorwijdten geëxposeerd op het emplacement van de Museumstoomtram Hoorn-Medemblik te Hoorn; v.l.n.r.: Normaalspoor (1435 mm), Kaapspoor (1067 mm), Meterspoor (1000 mm) en Smalspoor (750 mm).

Het Tramstation Hoorn van de Museumstoomtram Hoorn-Medemblik bevindt zich bij het transferium aan de noordzijde van het emplacement van het Station Hoorn. De stoomtram maakt gebruik van het voormalige goederen- en rangeeremplacement. Het tramstation is door middel van een traverse verbonden met het NS-station.
Sinds 1987 staat op het emplacement te Hoorn het (nooit voltooide) stationsgebouw van de SHM. In 2015 is het station uitgebreid en verbouwd in de stijl van het vroegere tramstation te Coevorden. Hiervoor werd een bijdrage verkregen van de BankGiro Loterij. Het gebouw werd in juli 2015 in gebruik genomen. Het vernieuwde en uitgebreide station is geschikt voor het ontvangen van de inmiddels jaarlijks meer dan 100.000 bezoekers van de Museumstoomtram. Bij het stationsgebouw ligt het perron waar de stoomtrams vertrekken.
Naast het stationsgebouw prijkt het voormalige seinhuis uit Kesteren. Het bouwjaar is 1897 en in 1997 werd het na verhuizing in Hoorn in gebruik genomen. De mechanische beveiligingsapparatuur is in werkende staat en aangepast voor de bediening van wissels en seinen op het SHM-emplacement. Het handeltoestel is van het type HSM.
Voorts bevindt zich bij het tramstation het depot van de SHM, waarin de locomotieven gestald worden en waar tevens onderhouds- en restauratiewerkzaamheden plaatsvinden. Deze loods werd in de jaren twintig gebouwd als onderdak voor NS-motorwagens die ter vervanging van stoomtreinen op de lijnen in de omgeving van Hoorn werden ingezet. Sinds 1968 dient deze loods als onderkomen voor de stoomtram. Er naast bevindt zich het kolenpark. Op het emplacement staan ook twee rijtuigloodsen waarin het historische trammaterieel gestald wordt.